# Danieł Petrow
Danieł Bożiłow Petrow (bułg. Даниел Божилов Петров; ur. 6 września 1971 w Warnie) – bułgarski bokser kategorii papierowej. Był srebrnym medalistą letnich igrzysk olimpijskich w Barcelonie i złotym medalistą letnich igrzysk olimpijskich w Atlancie. W latach 1991–1997 zdobywał czterokrotnie medale mistrzostw świata.